# ブルームフィールド男爵
ブルームフィールド男爵（ブルームフィールドだんしゃく、英: Baron Bloomfield）は、イギリスの男爵位。これまでに2度創設され、いずれも廃絶している。

## 歴史
陸軍の軍人で庶民院議員、国王秘書官も務めたベンジャミン・ブルームフィールド(1768–1846)は1825年5月14日にアイルランド貴族であるティペラリー県オークハンプトンおよびレッドウッドにおけるブルームフィールド男爵に叙された。1800年合同法の施行以降、新しいアイルランド貴族爵位の創設には既存の爵位が3つ廃絶する必要があり、ブルームフィールド男爵位の創設はロスコモン伯爵、バークリー子爵、グレンバーヴィー男爵の廃絶を根拠とした。しかし1828年にロスコモン伯爵位の存続が証明されたため、次の創設であるギラモア子爵ではこれを補う形で4つの爵位廃絶を根拠とした。
2代男爵はジョン・アーサー・ダグラス・ブルームフィールド(1802–1879)は外交官になり、在ロシアイギリス大使、在プロイセンイギリス大使、在オーストリアイギリス大使を歴任した。在オーストリア大使の退任にあたり、1871年8月7日に連合王国貴族であるティペラリー県キアマルタにおけるブルームフィールド男爵に叙された。2代男爵には息子がおらず、その死をもってすべての爵位が廃絶した。

## ブルームフィールド男爵（1825年）
- 初代ブルームフィールド男爵ベンジャミン・ブルームフィールド（1768年 – 1846年）
- 第2代ブルームフィールド男爵ジョン・アーサー・ダグラス・ブルームフィールド（英語版）（1802年 – 1879年）